# Венгерские
Венгерские — древний дворянский род.

## История рода
Родоначальник Данила Иванович Венгерский, служивший полковую службу вёрстанный поместным окладом в 1622 году, отставлен по старости,  упомянут в 1680 году. Потомок его жилец Фёдор Богданов Венгерский вёрстан поместным окладом в 1692 году, владели поместьями в Вологодском уезде.
Тобольский сын боярский Иван Венгерский просил  о назначении его приказчиком пашенных крестьян. Упомянут иноземец, "рудознатец", Иван Венгерский посланный в Тобольск в 1671 году.
Трое Венгерских владели населёнными имениями в 1699 г.

## Описание герба
Щит разделён на четыре части, из коих в первой в серебряном, а во второй в красном полях, изображена крепость переменных с полями цветов. В третьей части в голубом поле крестообразно положены две серебряных сабли остриями вверх (изм. польский герб Пелец). В четвёртой части в золотом поле лук и стрела (польский герб Лук).
На щите дворянский коронованный шлем. Нашлемник: в серебряных латах рука с мечом. Намёт на щите голубой и красный, подложенный золотом. Герб рода Венгерских внесён в Часть 7 Общего гербовника дворянских родов Всероссийской империи, стр. 53.